# Neurochinina B
La Neurochinina B (o Neuromedina K) è un neuropeptide, ossia un polipeptide a catena corta, appartenente alla famiglia delle tachichinine, che agisce da neurotrasmettitore  nei mammiferi.

## Struttura
Il polipeptide è composto da 10 aminoacidi con sequenza: C-terminale-Asp-Met-His-Asp-Phe-Phe-Val-Gly-Leu-Met-N-terminale

## Sintesi
La sintesi delle tachichinine si verifica soprattutto dai neuroni e i peptidi sono liberati dagli assoni. Di recente è stata dimostrata produzione di neuropeptidi anche da cellule extraneuronali, come granulociti eosinofili, macrofagi, linfociti. La produzione delle tachichinine è regolata da due distinti geni:
1. il gene preprotachichinina-I (PPT-I o PPT-A), che codifica per Sostanza P, neurochinina A, neuropeptide K neuropeptide Y[5]; e
2. il gene preprotachichinina-II (PPT-II o PPT-B), che codifica per la neurochinina B[6].

Le preprotachichinine sono poi tagliate in polipeptidi più piccoli. 

## Recettore
Il recettore endogeno della Neurochinina B è il recettore 3 della neurochinina (NK3R), appartenente alla famiglia dei recettori accoppiati a proteine G. Tali recettori inducono l'attivazione della Fosfolipasi C che, a sua volta, produce l'inositolo1,4,5-trifosfato e il Diacilglicerolo (DAG) per la scissione del fosfatidilinositolo4,5-bifosfato (PIP2).

## Meccanismo d'azione
La Neurochinina B è simile alla Sostanza P e alla Neurochinina A nel meccanismo d'azione, oltre che nella struttura. Come tutte le tachichinine, la Neurochinina B è in grado di eccitare neuroni, dilatare i vasi sanguigni e far contrarre la muscolatura liscia per esempio quella della parete vescicale, uterina o delle vie aeree, ed è uno dei principali mediatori della peristalsi intestinale. Non sono invece ancora ben noti gli effetti sul sistema immunitario,.